# Олимпийская бобслейная трасса Санкт-Мориц — Челерина
Олимпийская бобслейная трасса Санкт-Мориц — Челерина (нем. Olympia Bob Run St. Moritz-Celerina ) — самая старая и единственная естественная санно-бобслейная трасса, официально открытая 1 января 1904 года и расположенная между швейцарскими городами Санкт-Мориц и Челерина в долине Энгадин. Каждый год, более ста лет, она изготавливается вручную в течение трёх недель. На ней проводятся соревнования по бобслею, скелетону и санному спорту.

## История

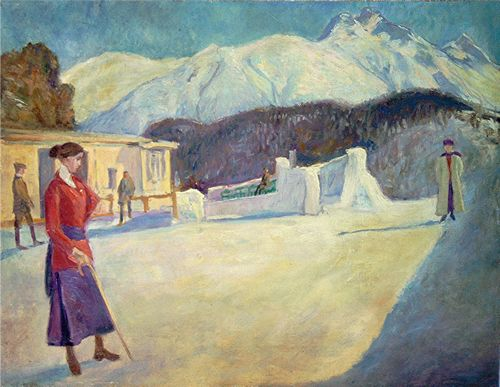
Картина «Стартовая зона бобслейной трассы Санкт-Мориц — Челерина.» Йоханнес Мартини, 1905 год.

Трек изначально был создан туристами из Великобритании, которые искали место, чтобы попрактиковаться в их недавно изобретенном име спорте — бобслее. В 1897 году был создан Бобслейский клуб Санкт-Мориц (Saint Moritz Bobsleigh Club), старейший бобслейный клуб в мире.
Они встретились с членами Клуба Тогоганганов в Санкт-Морице (St Moritz Tobogganing Club), «коллегами» скелетонистами, которые обычно соревновались на соседней трассе Креста Ран (Cresta Run) и решили начать сбор средств для создания нового трека.
В 1903 году им удалось собрать в общей сложности 11 000 швейцарских франков и сразу же началось начало строительство бобслейной трассы на обширной территории отеля Кульм и благодаря поддержке Альфонса Бадрутта
1 января 1904 года трасса была официально открыта и наряду с бобслейной трассой Ароса считалась старейшей бобслейной трассой в Швейцарии.
Сегодня бобслейная трасса проходит через сосновый лес парка Санкт-Мориц Бадрут до Челерина-Креста вдоль улицы Виа-Майстра, соединяющей дорогу от Санкт-Морица до Челерина, которая перекрывается в течение всего бобслейного сезона.

## Основные события
За свою более чем 100-летнюю историю на Олимпийской бобслейной трассе прошли соревнования двух зимних Олимпийских игр в 1928 и 1948 годах. Хотя зимние Олимпийские игры также дважды принимали Лейк-Плэсид и Инсбрук, в них каждый раз трасса была разная. Соревнования на Играх 1928 года является уникальным в этом отношении. Это были единственные соревнования в которых принимали участие пятиместные бобы. В 1948 году соревнования проходили в современных стандартах — среди двух и четырех местных экипажей. В целом на Олимпийской бобслейной трассе состоялось 26 чемпионатов мира (20 в бобслее, 5 в скелетоне и 1 в санях). Здесь проходили чемпионаты Европы по бобслею, скелету, а также и многочисленные этапы кубов мира среди двух и четырёх местных бобов, скелетонистов и саночников.
- Зимние Олимпийские игры: 1928[4], 1948[4].

- Чемпионат мира по бобслею: 1931[5], 1935[5], 1937[5], 1938[6], 1939[6], 1947[4], 1955[4], 1957[4], 1959[4], 1965[4], 1970[4], 1974[4], 1977[4], 1982[4], 1987[4], 1990[4], 1997[4], 2001[4], 2007, 2013.

- Чемпионат мира по скелетону: 1982[4], 1989[4], 1998[4], 2007, 2013.

- Чемпионат мира по санному спорту: 2000.

- Чемпионат Европы по бобслею: 1968[4], 1972[4], 1976[4], 1980[4], 1985[4], 1993[4], 1996[4], 2004[4], 2006, 2009, 2016.

- Чемпионат Европы по скелетону: 1986[4], 2003, 2006, 2009, 2016.

- Молодёжный чемпионат мира по бобслею: 1989[4], 1994[4], 2002[4], 2010, 2018.

- Молодёжный чемпионат мира по скелетону: 2010, 2018.

## Строительство трассы
С самого начала и до начала 1980-х годов ответственность за строительство бобслейной трассы от Санкт-Мориц до Челерина лежала в руках местной семьи Анджелини, которая возводила трассу на протяжении трёх поколений. В 1985 году ответственность за строительство трассы взял на себя Луис Прантл. В 1990 году он был заменен Celeriner Christian Brantschen, который отвечает за строительство по сей день.
В последнюю неделю ноября начинает строительство трека командой из пятнадцати работников и длится три недели. Каждый год трасса возводится с нуля и для её постройки требуется 5000 м3 снега и 4000 м3 воды. Хотя каждая кривая на местности точно выровнена, каждый год происходят минимальные изменения в траекториях.
Строительство начинается с «Солнечного угла». Строительная команда работает по направлению к «Подкове» в направлении движения, затем через лес до виража «Мост», далее до виражей «Мартино» и «Портаго» пока наконец не достигнут финишной зоны. Наконец, когда трек построен происходит соединение Солнечного виража со стартовой зоной в единое целое и установка защитных навесов. Тем не менее сроки работ могут изменяться из-за высоких температур или отсутствия снега.
После завершения строительства трассы команда работников разделяются на группы, каждой из которой назначается ответственный участок трека на котором они проводят окончательную доделку трассу и производят техническое обслуживание. Ежедневные работы по ремонту выполняется в основном во второй половине дням и занимают до четырёх часов. После окончания сезона в начале марта немедленно начинается демонтаж, а защитные навесы удаляются.

## Трасса
Трек расположен на высоте 1852 м, самая низшая точка находится на высоте 1722 м, в то время как финиш расположен на высоте 1738 м. Длина трассы составляет 1722 метра и имеет 15 виражей, перепад высот равняется 130 м. Средний градиент трассы составляет 8,14 %. Большинство поворотов получили английские названия данные, британскими спортсмена-бобслеистами которые создавали трек, и сохранили их по сей день.
| №   | Название            | Перевод и описание |
| --- | ------------------- | --- |
| 1   | Start               | Дом Дракулы — назван в честь бобслейного клуба «Дракула», созданного Гюнтером Саксом в 1973 году. |
| 2   | Wall Corner         | Стена. Назван в честь стены, используемой для поддержки поворота трека. |
| 3   | Snake Corner        | Змея. Кривая, похожая на змею. |
| 4   | Sunny Corner        | Солнчный. Самая солнечная часть трека. |
| 4a  | Monti’s Bolt        | Монти Болт. Назван в честь итальянского бобслеиста Эудженио Монти, который во время соревнования двоек на зимних Олимпийских играх 1964 года в Инсбруке дал болт от своих саней британским бобслеистам Энтони Нэшу и Робину Диксону, чтобы они отремонтировали свой боб. Нэш и Диксон выиграли золото на этих играх. Этот поворот служит местом старта в соревнованиях по санному спорту среди женских одиночек и мужских двоек. |
| 5   | Nash-Dixon Corner   | Нэш-Диксон. Назван в честь британских бобслеистов Нэша и Диксона, золотых медалистов в соревнования двоек на зимних Олимпийских играх 1964 года в Инсбруке, единственных членов Клуба Бобслея Санкт-Мориц, когда-либо сделавших это. |
| 6   | Horse-Shoe Corner   | Подкова. Вираж напоминающий конскую подкову или букву Омега. |
| 7   | Telephone Corner    | Телефон. Здесь был установлен первый телефон на трекее. |
| 8   | Shamrock            | Трилистиник. Или клевер. |
| 9   | Devils Dyke Corner  | Дъявол Дюк. Кривая Тойфельдамм. |
| 10  | Tree Corner         | Дерево. На внутренней стене поворота располагалось дерево. |
| 11  | Bridge Corner       | Мост. После прохождения этого поворота, виден железнодорожный мост. |
| 12  | Leap                | Прыжок |
| 13  | Gunter Sachs Corner | Гюнтер Сакс. Назван в честь Гюнтера Сакса, президента Клуба Бобслея Санкт-Мориц с 1969 по 2011 год. |
| 14. | Martineau           | Мартино. Назван в честь Юбер де Мартино, майора швейцарской армии, в знак благодарности за его 44-летнее президентство (1922—1969) в Клубе Бобслея Санкт-Мориц. |
| 15. | Portago Corner      | Портаго. Назван в честь Альфонсо де Портаго (1929—1957), который выиграл бронзовую медаль на чемпионате мира 1957 года в Санкт-Морице в соревнованиях двоек, единственную медаль в бобслейном чемпионате мира для Испании; он разбился всего через несколько недель в автомобильной гонке Mille Miglia в Италии. Фонд его имени позволил реконструировать нижнюю части трассы.                                                   |
| 16. | Run-out             | Финиш |

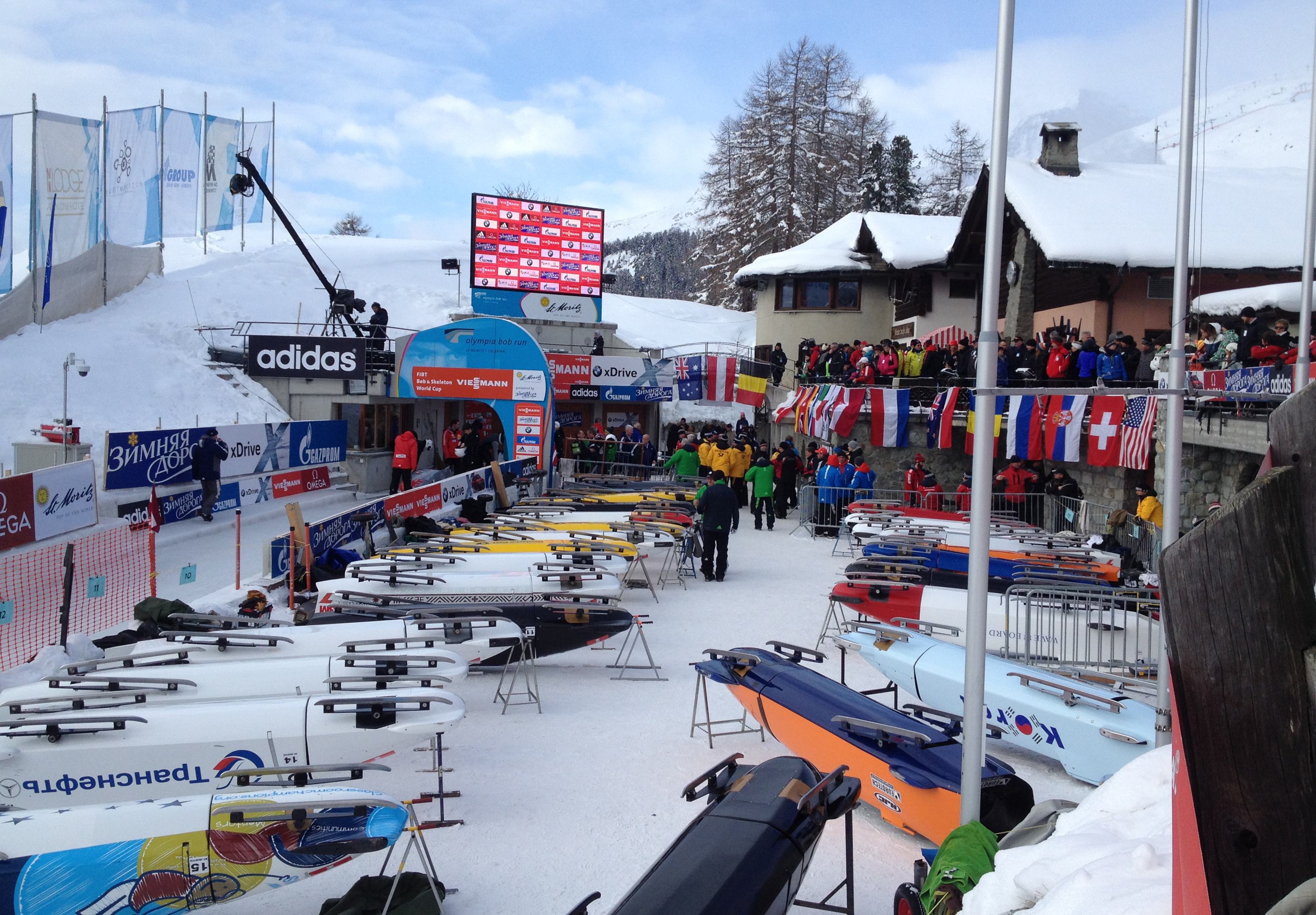
Стартовая зона

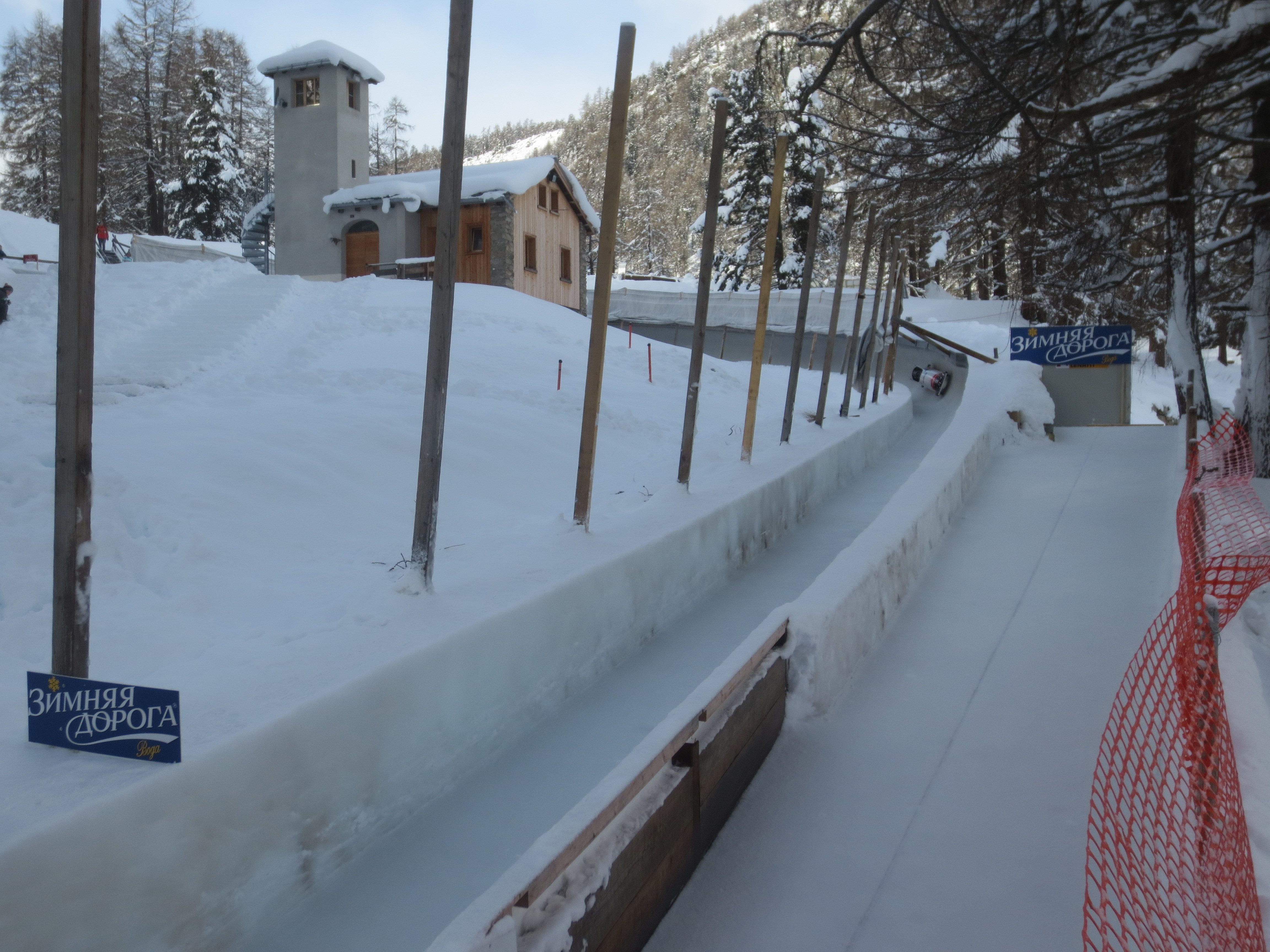
Выход из Sunny Corner, справа виден Monti’s Bolt

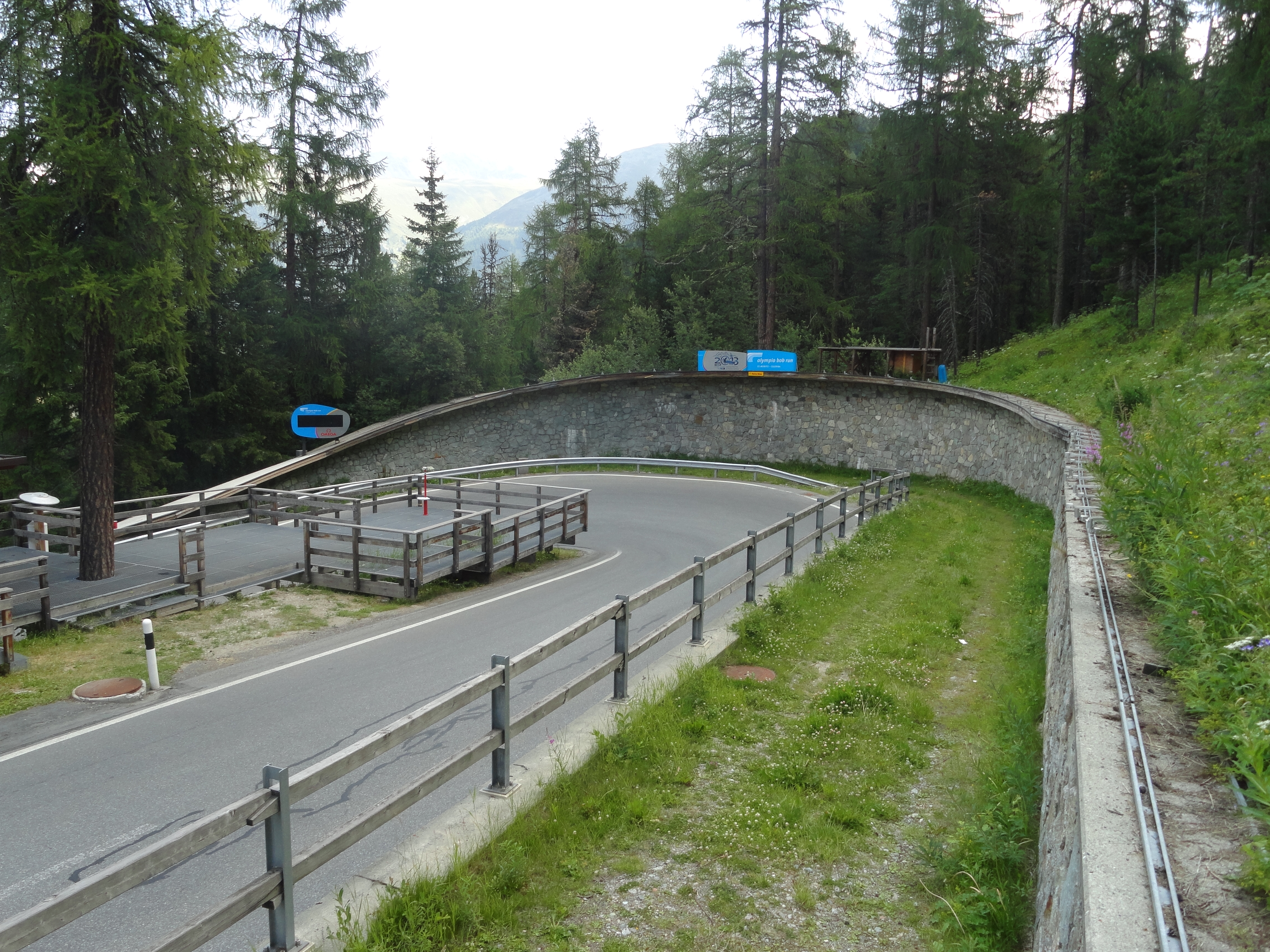
Поворот Horse-Shoe летом

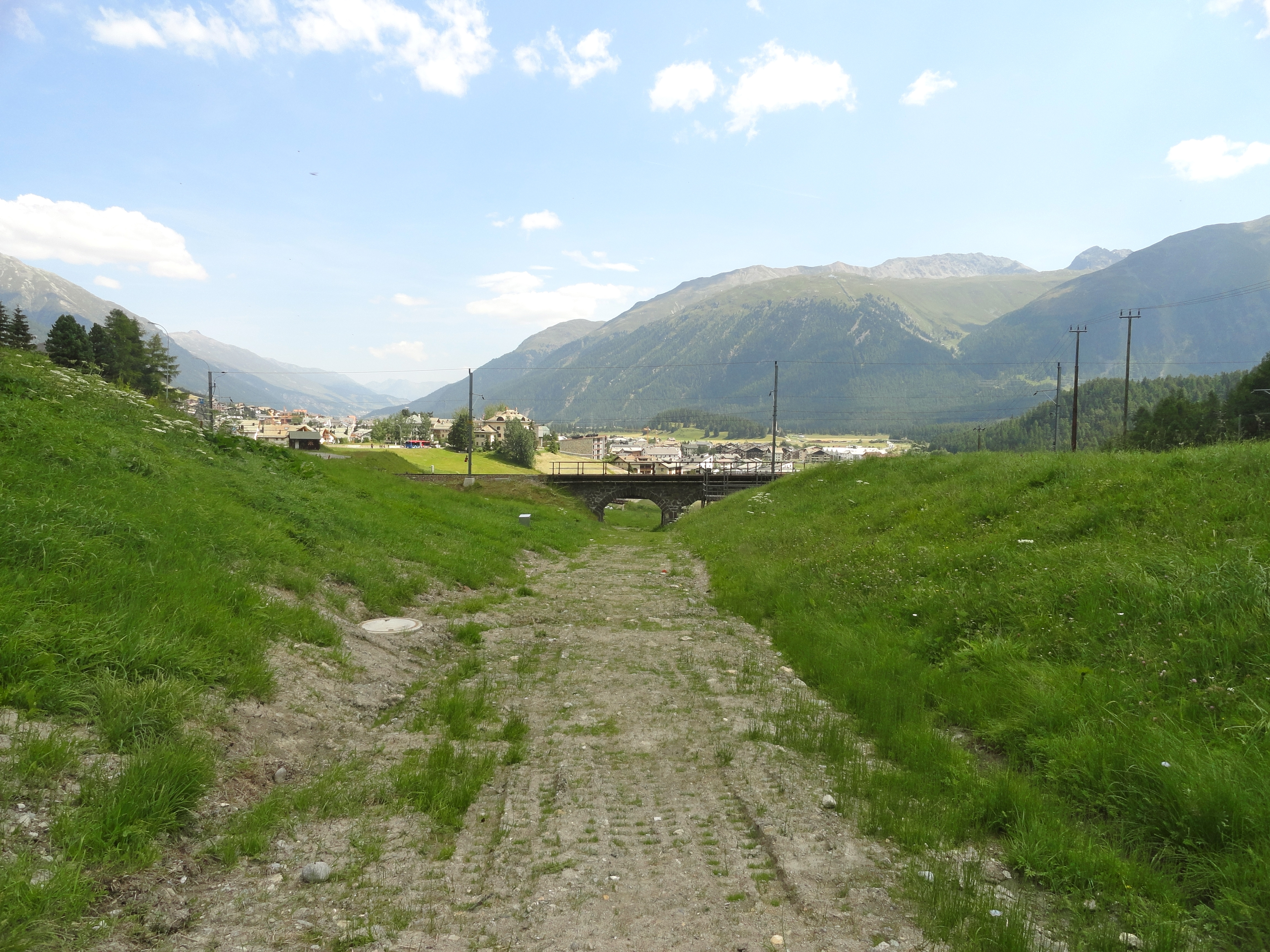
Поворот Bridge летом

Схема трассы с пронумерованными виражами

Зимой 1955/56 года поворот «Подкова», расположенная примерно в 840 метрах от старта, был усилен натуральными камнями, а радиус увеличен на 2,5 м. Стена высотой 4,5 м с установленным сверху козырьком шириной на 1,75 м позволяла проходить «Подкову» на больших скоростях даже при небольшом количестве снега. Тем не менее, в 1995 году вираж пришлось адаптировать во второй раз к современным условиям. Особенно усилилось давление со стороны бобов, так что даже гостям популярных прогулок «Бобтакси» пришлось выдержать перегрузки до 5 g, что в пять раз больше их собственного веса. В результате этого давления от узких полозьев в течение сезона очень быстро возникали канавки и отверстия, что ещё больше ухудшало регламентированные характеристики. В течение трёх месяцев радиус был увеличен еще на 2,5 м, вход был перемещён почти на 4 м вправо на склоне, что сделало поворот немного больше. В то же время вход в вираж был увеличен на 1,5 м, что уменьшало скорость примерно на 2 км/ч. Он стал «более мягкого» профиля, позволяющим новым бобам легче проходить его, не повреждая лёд и значительно уменьшая вероятность несчастных случаев для соревнующихся экипажей.
Но наиболее очевидные изменения трассы были в самой нижней части трека. Из-за постоянно растущих скоростей торможение становилось все труднее, пока зона торможения не перестала больше соответствовать требованиям. После чемпионата мира 1957 года трек был изменён в первый раз. В результате чего в финишной части трассы были добавлены два виража «Мартино» и «Портаго». С развитием технологий и ростом скорости бобов в гонке в начале 80-х годов вираж «Мартино» был сдвинут вперед примерно на 20 метров, в результате чего был перераспределено окончательное местоположение «Португи» и финишной прямой, на выходе из последнего. Наконец, в 2002 году, когда бобы достигли в гонке скорости близкой к 145 км/ч, потребовалось перенос «Мартино» ещё на 50 метров, доведя длину трассы до нынешних 1722 метров.

## Инфраструктура
С течением времени не только траектории и виражи подвергались изменениям. Небольшой стартовый дом, который также выполнял функции бара и гардероба в 1972 году сменило помещение. Было построено новое стартовое здание с офисными помещениями, гардеробами, клубом «Бобслея Санкт-Морица» и клубом «Дракула». Это новое здание в 1992, 1993 и 2002 годах расширялось для удовлетворения растущих потребностей.
Солнечный дом был популярным местом встречи на трассе в первые годы Олимпийской Бобслейной трассы Санкт-Мориц — Челерина. Дамы и джентльмены из высшего наблюдали за «Солнечным» виражом через большое окно подогреваемого бара. Со временем эта встреча была отменена, и Солнечный дом превратился в помещение для хранения строительных материалов.
Сегодня бар находится в повороте «Подкова». Каждый год создавалось временное здание, но зрители не имели возможности согреться при температуре ниже минус 25 градусов. Этот недостаток был исправлен в 2005 году после постройки постоянного бара «Подкова». В конце трассы в 1992 году был построен небольшой дом с медицинским оборудованием. Позднее он был заменен комплексным зданием с раздевалками, медицинских объектами и другими помещениями.

## Секции
В течение сезона Олимпийская бобслейная трасса предлагает занятия по монобобам, бобам и скелету. Школой монобобов и бобов руководит Мартин Галликер, который имеет опыт работы на различных международных трассах. Скелетную школу возглавляет Михаэла Питч. Минимальный возраст 16 лет (с письменного согласия родителей до 18 лет) и хорошая физическая подготовка являются один из требований, предъявляемых к занятиям в школах.

## Катания гостей
История поездок гостей в бобах восходит к 1930-м годам, когда Нино Биббия проехал с бесстрашными женщинами на бобе из Санкт-Морица в Селерину. Поездки в бобах в современном смысле известны только с 1973 года, когда тогдашний менеджер искал способ загрузить менее посещаемые часы работы. В то время поездки совершались на бобах типа «Feierabend».
Чтобы совершить гостевую поездку в бобе, необходимо предварительное бронирование. Опасности ежедневно после тренировок и / или гонок. Во время международных мероприятий могут быть организованы только ограниченные гоночные поездки. Они проходят после тренировок и / или гоночных заездов. Во время международных соревнований может быть введено ограниченные на гостевые поездки.